# Province del Laos

Province del Laos

Le province del Laos (in laotiano: ແຂວງ, pronuncia IPA: kʰwɛ̌ːŋ, trascrizione: khweng, o anche khoeng, qwang e khoueng) sono la suddivisione territoriale-amministrativa di primo livello del Paese e sono 17. A esse è equiordinata la prefettura di Vientiane (kampheng nakhon Viengchan), distinta dall'omonima provincia. 
Ogni provincia si suddivide in un certo numero di distretti (mueang), che rappresentano il secondo livello di suddivisione. I distretti si suddividono a loro volta in villaggi (ban).
Nel 2013 è stata istituita la provincia di Xaisomboun; già costituitasi nel 1994 come regione speciale, era stata soppressa nel 2006 e il territorio corrispondente era stato accorpato alle province di Vientiane e di Xiangkhoang. La ricostituzione della provincia di Xaisomboun ha dunque comportato la modifica territoriale di predette province.

## Lista
| Localizzazione | Provincia                  | Capoluogo       | Popolazione (2015) | Superficie (km2) |
| -------------- | -------------------------- | --------------- | ------------------ | ---------------- |
|                | Provincia di Attapeu       | Attapeu         | 139 628            | 10 320           |
|                | Provincia di Bokeo         | Ban Houayxay    | 179 243            | 6 196            |
|                | Provincia di Bolikhamxai   | Paksan          | 273 691            | 14 863           |
|                | Provincia di Champasak     | Pakse           | 694 023            | 15 415           |
|                | Provincia di Houaphan      | Xam Neua        | 289 393            | 16 500           |
|                | Provincia di Khammouan     | Thakhek         | 392 052            | 16 315           |
|                | Provincia di Luang Namtha  | Luang Namtha    | 175 753            | 9 325            |
|                | Provincia di Luang Prabang | Luang Prabang   | 431 889            | 16 875           |
|                | Provincia di Oudomxay      | Muang Xay       | 307 622            | 15 370           |
|                | Provincia di Phongsali     | Phongsali       | 177 989            | 16 270           |
|                | Provincia di Salavan       | Salavan         | 396 942            | 10 691           |
|                | Provincia di Savannakhet   | Savannakhet     | 969 697            | 21 774           |
|                | Provincia di Vientiane     | Mueang Phonhong | 419 090            | 18 526           |
|                | Prefettura di Vientiane    | Vientiane       | 820 940            | 3 920            |
|                | Provincia di Xaignabouli   | Xaignabouli     | 381 376            | 16 389           |
|                | Provincia di Xaisomboun    | Ban Mouang Cha  | 85 168             | 4 506            |
|                | Provincia di Xekong        | Xekong          | 113 048            | 7 665            |
|                | Provincia di Xiangkhoang   | Phonsavan       | 244 684            | 15 880           |